# بستان الجامع للتواریخ الزمان
بستان الجامع للتواریخ الزمان، منسوب به فردی به نام عمادالدین اصفهانی است که در سال‌های پایانی قرن ۶ در حلب نوشته شده‌است. بستان الجوامع اثری مختصر است که براساس حولیات نگارش شده و حوادث یکصدساله شام و مصر را از سال ۴۹۲ تا ۵۹۳ ق بیان می‌کند. وی را باید از مورخانی دانست که با وجود بی‌توجهی بسیاری از مورخان مسلمانان در پرداختن به نزاریان شام، که دشمن ایدئولوژیک خلافت عباسی در این دوره به‌شمار می‌رفتند، اطلاعات سودمندی از نزاریان و مراودات آنان با صلیبیون و سپس صلاح‌الدین ایوبی ارائه می‌دهد و این از برجستگی‌های این متن کوچک است. یکی از منابع وی در این کتاب، تاریخ حلب نوشته ابن‌ابی‌طی است.